# Laure-Minervois
Laure-Minervois – miejscowość i gmina we Francji, w regionie Oksytania, w departamencie Aude.
Według danych na rok 1990 gminę zamieszkiwało 1159 osób, a gęstość zaludnienia wynosiła 30 osób/km² (wśród 1545 gmin Langwedocji-Roussillon Laure-Minervois plasuje się na 301. miejscu pod względem liczby ludności, natomiast pod względem powierzchni na miejscu 106.).

## Zabytki
Zabytki w miejscowości posiadające status Monument historique:
- Allée couverte de Saint-Eugène
- kościół Saint-Jean-Baptiste (Église Saint-Jean-Baptiste)
- Tour du Bas
- Tour de Mézolieux
- Tour du Portail-Neuf